# تغذیه آنتن
یک فرستنده یا گیرنده رادیویی به آنتنی متصل است که امواج رادیویی را منتشر یا دریافت می‌کند. سامانه تغذیه آنتن (به انگلیسی: antenna feed system) یا تغذیه آنتن (به انگلیسی: antenna feed) کابل یا رسانا و سایر تجهیزات مرتبط است که فرستنده یا گیرنده را به آنتن متصل می‌کند و دو دستگاه را باهم سازگار می‌کند. در یک فرستنده رادیویی، فرستنده یک جریان متناوب فرکانس رادیویی تولید می‌کند و سامانه تغذیه جریان را به آنتن می‌رساند، که توان جریان را به امواج رادیویی تبدیل می‌کند. در یک گیرنده رادیویی، امواج رادیویی ورودی جریان‌های متناوب کوچکی را در آنتن تحریک می‌کنند و سامانه تغذیه این جریان را به گیرنده می‌رساند که سیگنال را پردازش می‌کند.
برای انتقال مؤثر جریان فرکانس رادیویی، خط تغذیه که فرستنده یا گیرنده را به آنتن متصل می‌کند باید نوع خاصی از کابل به نام خط انتقال باشد. در فرکانس‌های ریزموج اغلب از موجبر استفاده می‌شود که یک لوله فلزی توخالی است که امواج رادیویی را حمل می‌کند. در یک آنتن سهموی (بشقابی)، تغذیه معمولاً شامل آنتن تغذیه (شیپوره تغذیه) نیز می‌شود که امواج رادیویی را گسیل یا دریافت می‌کند. به ویژه در فرستنده‌ها، سامانه تغذیه یک جزء حیاتی است که با آنتن، خط تغذیه و فرستنده تطبیق امپدانس دارد. برای انجام این کار، سامانه تغذیه ممکن است شامل مدارهایی به نام واحدهای تیون‌ساز آنتن یا شبکه‌های تطبیق بین آنتن و خط تغذیه و خط تغذیه و فرستنده باشد. در یک آنتن، نقطه تغذیه، نقطه روی عنصر آنتن راه‌اندازی می‌کند که خط تغذیه به آن متصل است.

## اجزاء
در یک فرستنده، تغذیه آنتن به تمام اجزای بین تقویت‌کننده نهایی فرستنده و نقطه تغذیه آنتن در نظر گرفته می‌شود. در یک گیرنده، همه اجزای بین آنتن و پایانه‌های ورودی گیرنده هستند. در برخی موارد مانند دیش‌های سهموی، آنتن تغذیه یا شیپوره تغذیه نیز تعریف می‌شود.

## خط تغذیه
در آنتن رادیویی، خط تغذیه (به انگلیسی: feed line) (خط‌تغذیه) یا فیدر، کابل یا خط انتقال دیگری است که آنتن را به فرستنده یا گیرنده رادیویی متصل می‌کند. در یک آنتن فرستنده، جریان فرکانس رادیویی (RF) را از فرستنده به آنتن می‌دهد، جایی که انرژی موجود در جریان به صورت امواج رادیویی تابش می‌شود. در یک آنتن گیرنده، ولتاژ RF کوچک القاشده در آنتن توسط موج رادیویی را به گیرنده منتقل می‌کند. به منظور انتقال مؤثر جریان RF، خطوط تغذیه از انواع خاصی از کابل به نام خط انتقال ساخته می‌شوند. پرکاربردترین انواع خط تغذیه کابل کواکسیال، سَردوقلو، خط نردبانی و در فرکانس‌های ریزمو، موجبر است.
| نوع کابل             | امپدانس اسمی (Ω) | ضریب سرعت (% c)    |
| -------------------- | ---------------- | ------------------ |
| کواکسیال رادیویی     | ۵۰               | ۶۶ (جامد) ۸۰ (فوم) |
| کواکسیال ویدیو       | ۷۵               | ۶۶ (جامد) ۸۰ (فوم) |
| سردوقلو خط نواری     | ۳۰۰              | ۸۲                 |
| خط پنجره‌ای           | ۴۵۰              | ۹۵–۹۹              |
| خط نرده‌ای خط سیم باز | ۵۰۰–۶۰۰          | ۹۵–۹۹              |

### سَردوقلو
سردوقلو برای اتصال رادیوهای FM و گیرنده‌های تلویزیون سیاه و سفید با آنتن‌هایشان استفاده می‌شود، اگرچه در کاربرد دوم تا حد زیادی با کابل کواکسیال، و به عنوان خط تغذیه برای فرستنده‌های توان-پایین مانند فرستنده‌های رادیویی آماتور جایگزین شده است.

### کابل هم‌محور

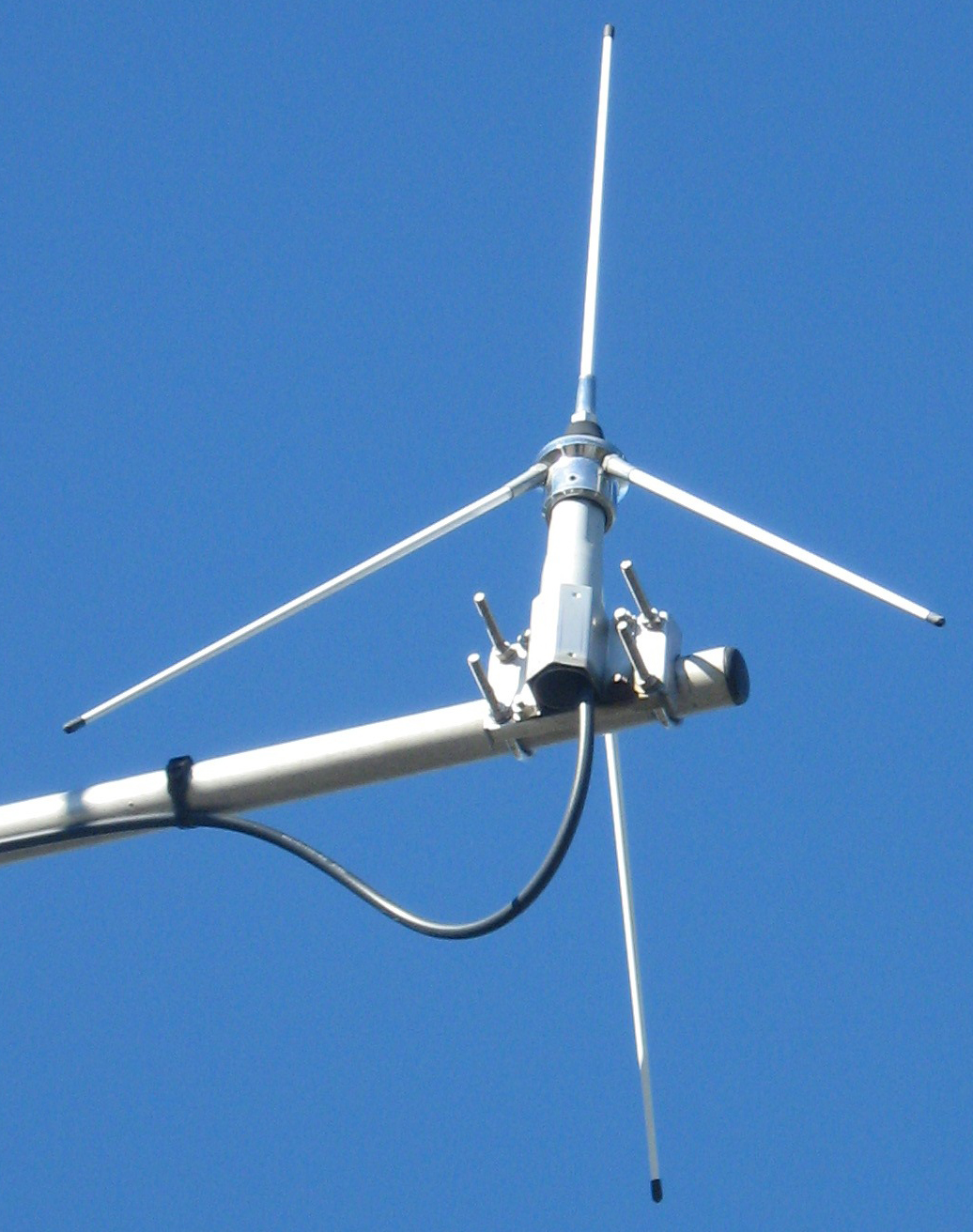
خط تغذیه کابل کواکسیال که از یک آنتن صفحه زمین VHF بیرون می‌آید

کابل هم‌محور احتمالاً پرمصرف‌ترین نوع خط تغذیه است که برای فرکانس‌های زیر محدوده ریزموج (SHF) استفاده می‌شود.

### موجبر

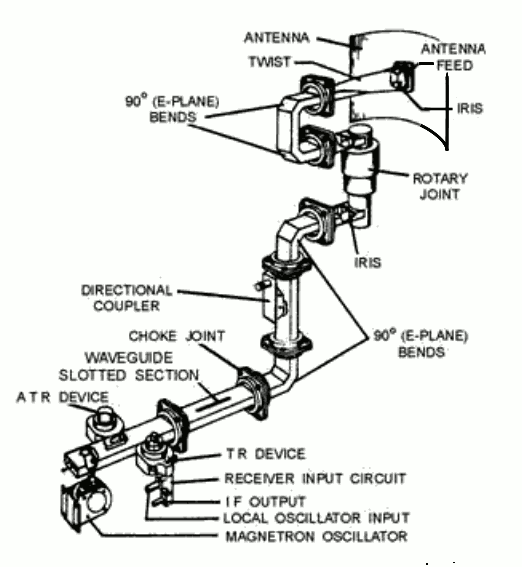
تغذیه موجبر پیچیده یک رادار نظامی

موجبر در فرکانس‌های ریزموج (SHF) استفاده می‌شود، که در آن سایر خطوط تغذیه دارای تلفات بیش از حد توان هستند. موجبر یک هادی یا لوله فلزی توخالی است. می‌تواند دارای مقطع دایره ای یا مربعی باشد. مسیرهای موجبر اغلب با گاز نیتروژن تحت فشار قرار می‌گیرند تا رطوبت را از خود دور نگه دارند. سیگنال RF از طریق لوله مشابه راهی که صدا در یک لوله عبور می‌کند، عبور می‌کند.

## تطبیق امپدانس
به خصوص در مورد آنتن فرستنده، تغذیه آنتن یک جزء حیاتی است که باید برای عملکرد سازگار با آنتن و فرستنده تنظیم شود. پایانه‌های خروجی فرستنده، خط انتقال و آنتن هر کدام دارای امپدانس مشخصه ای هستند که نسبت ولتاژ به جریان در پایانه‌های دستگاه است. برای انتقال حداکثر توان بین فرستنده و آنتن، فرستنده و خط تغذیه باید با  آنتن تطبیق امپدانس داشته باشند. این بدان معناست که فرستنده و آنتن باید مقاومت یکسان و راکتانس برابر اما مخالف داشته باشند. خط تغذیه همچنین باید امپدانس با فرستنده تطبیق داشته باشد. اگر این شرط برآورده شود، آنتن تمام توان تأمین شده توسط خط تغذیه را جذب می‌کند. اگر امپدانس‌ها در هر دو انتهای خط تطبیق نداشته باشند، وضعیتی به نام «امواج ایستاده» (VSWR بالا) در خط تغذیه ایجاد می‌شود که در آن مقداری از توان RF توسط آنتن تابش نمی‌شود بلکه به سمت فرستنده بازتاب می‌شود، و انرژی را هدر می‌دهد و احتمالاً فرستنده را فراگرمایش می‌کند. اکثر فرستنده‌ها دارای امپدانس خروجی استاندارد ۵۰ اهم هستند، طراحی شده برای تغذیه ۵۰ اهم کابل کواکسیال.
در گیرنده‌های رادیویی عدم‌تطبیق امپدانس با آنتن باعث کاهش مشابهی در انرژی سیگنال از آنتن می‌شود که به گیرنده می‌رسد، که همچنین حداکثر ۵۰ درصد توان سیگنال رهگیری است و توان تحویلی به گیرنده بسیار کمتر است و SWR زیاد است.

## تغذیه‌های متعادل و نامتعادل
خطوط انتقال و اجزای متصل به آنها را می‌توان به صورت متعادل طبقه‌بندی کرد که در آن هر دو طرف خط دارای امپدانس یکسان به زمین هستند، به عنوان مثال آنتن‌های دوقطبی و خطوط سیم موازی، یا نامتعادل، که در آن یک طرف خط به زمین متصل است. به عنوان مثال آنتن‌های تک‌قطبی و کابل کواکسیال. برای اتصال قطعات متعادل و نامتعادل از یک افزاره دوقطبی به نام بالون استفاده می‌شود. بالون ترانسفورماتوری است که بین اجزای خط انتقال متعادل و نامتعادل را تزویج می‌کند. به عنوان مثال، برای تغذیه یک آنتن دوقطبی از یک خط تغذیه نامتعادل مانند کابل کواکسیال، خط تغذیه از طریق یک بالون به آنتن متصل می‌شود. بدون بالون، قسمت نامتعادل جریان در قسمت بیرونی شیلد کابل کواکسیال جریان می‌یابد و باعث می‌شود سطح بیرونی شیلد به عنوان یک آنتن عمل کند.

## سایر اجزای تغذیه
رادار و آنتن‌های ارتباطی ماهواره‌ای ممکن است امواج رادیویی با فرکانس‌ها و قطبش‌های متعدد را کنترل کنند و ممکن است به عنوان آنتن‌های فرستنده و گیرنده استفاده شوند، بنابراین سامانه تغذیه سیگنال‌های رادیویی را در هر دو جهت حمل می‌کند؛ بنابراین، این آنتن‌ها اغلب دارای تغذیه‌های پیچیده تری هستند که شامل اجزای تخصصی مانند:
- تزویج‌گرهای جهت‌دار، که امواج رادیویی را که در یک جهت حرکت می‌کنند و در جهت دیگر حرکت نمی‌کنند، تزویج می‌کنند تا سیگنال دریافتی را از سیگنال ارسالی جدا کنند.
- قطبنده‌ها که امواج رادیویی یک قطبش را عبور می‌دهند
- مبدل‌های مُدعمودبرهم که سیگنال‌های رادیویی با قطبش‌های مختلف را ترکیب یا جدا می‌کنند
- دیپلکسرهایی که دو فرکانس مختلف را ترکیب یا جدا می‌کنند
- تغییردهنده فاز، که فاز امواج رادیویی را تغییر می‌دهد
- سوئیچ‌های موجبر
- مفاصل چرخشی موجبر